# Ресторан "Нома" у Копенхагену
"Нома" је ресторан са три Мишелин звездице који води кувар Рене Реџепи у Копенхагену, Данска. Име је слоговна скраћеница од две данске речи „nordisk" (нордијски) и "mad" (храна). Отворен 2003. године, ресторан је познат по свом фокусу на иновацијама и интерпретацији нове нордијске кухиње. 2010, 2011, 2012, 2014. и 2021. године проглашен је за најбољи ресторан на свету од стране часописа Restaurant.

## Историја
Првобитна локација била је на Страндгаде 93, у старом складишту на обали у насељу Christianshavn у центру Копенхагена.
Зграда се налази поред Гренландског трговачког трга (дански: Grønlandske Handels Plads), који је 200 година био центар трговине до и од Фарских острва, Финске, Исланда, а посебно Гренланда. Сува риба, усољена харинга, китово уље и коже су међу робом која се складиштила у и око складишта пре него што је била продата на европска тржишта.
2003. године складиште је претворено у Nordatlantens Brygge, центар за уметност и културу северноатлантског региона. Ному су у исто време отворили Реџепи и Клаус Мајер. Ентеријер ресторана дизајнирао је Space Copenhagen.
Између 12. и 16. фебруара 2013. године, 63 од 435 гостију се разболело након што су јели у Номи, према извештају Данске управе за храну. Симптоми су приписани норовирусу, за који се веровало да га је ненамерно пренео заражени радник кухиње.
Реџепи је планирао да затвори Ному после 31. децембра 2016. и поново је отвори 2017. као урбану фарму у близини Копенхагена.
Нома је поново отворена 15. фебруара 2018. након годину дана паузе. Сам ресторан се такође преселио са своје претходне локације Страндгаде, у којој се сада налази Ресторант Бар, на своју садашњу локацију у Рефшалевеј 96.
Од 11 зграда на локацији, „село“ се састоји од седам самостојећих структура. Свака зграда је направљена од различитог материјала, одабраног за своју специфичну намену. У срцу овог села је отворена кухиња која омогућава гостима да виде како се састављају њихова јела и искусе енергију кухиње. Реџепи инсистира да су кувари центар свега и да њихова енергија треба да се излије у околне просторије повезане стакленим стазама.
У мају 2020, током кризе Ковид-19, Нома је поново отворена као вински и бургер бар, са опцијама за понети. Медији за храну га понекад називају "Нома 3.0".
Нома је 2021. године освојила прво место на листи најбољих ресторана на свету за 2021. коју су спонзорисали S. Pellegrino & Acqua Panna.

## Храна
Кухиња Номе је нордијска/скандинавска; Оснивачи ресторана Рене Реџепи и Клаус Мајер покушали су да редефинишу ову нордијску кухињу. Његова кухиња се може сматрати више интерпретацијом нордијске хране него класичном нордијском храном, према Мајеру у књизи Noma – Nordic Cuisine. Међу познатим јелима су „Кокошка и јаје“, оброк који кувају сами гости који се састоји од чипса, јаја од дивље патке, благо влажног сена, соли, зачинског биља, дивљег шумског биља, уља од сена, тимијана, путера и  соса од дивљег белог лука.

## Особље
Главни кувар је тренутно Кенет Фонг, који је заменио Канађанина Бенџамина Инга у јулу 2020. Претходни главни кувари су Дан Ђусти и Мат Орландо. Главни сомелијер је Норвежанин Мадс Клепе.

## Награде
Последњих година, награде су:
- 2015: 50 најбољих ресторана на свету, Ресторан – 3. најбољи ресторан на свету[25]
- 2016: 50 најбољих ресторана на свету, Ресторан – 5. најбољи ресторан на свету[26]
- 2021: 50 најбољих ресторана на свету, Ресторан – најбољи ресторан на свету [27]
- 2021: Мишелин водич – три звездице

Ресторан је представљен у Ентони Бурден: Parts Unknown 6. октобра 2013.

## Галерија
- Гриловани празилук са пепелом, лешником, јогуртом и карамелизованим сосом пилетине
- Ражени хлеб и пилећа кожа са данским димљеним сиром и икром морских вукова
- Тост са икром листа, зачинским биљем и сирћетном прашином
- Сирове козице са алгама, рабарбаром и зачинским биљем
- Кисела и димљена јаја препелица
- Сокови од грожђа